# Casă pasivă

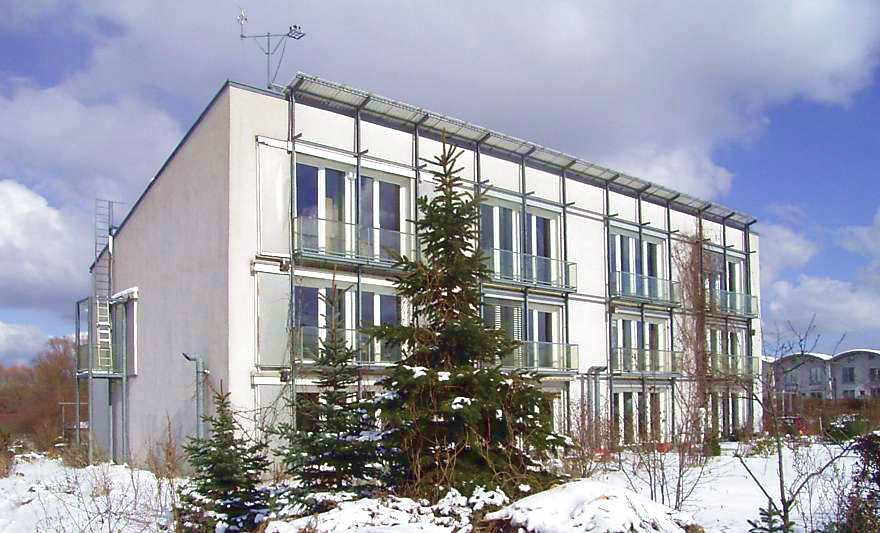
Prima casă pasivă din Germania

Casele pasive sunt acele case care asigură un climat interior confortabil și vara și iarna, fără însă a fi nevoie de o sursă convențională de încălzire.
Un standard european poartă denumirea engleză de passive house (casă pasivă), deoarece energia pasivă a radiațiilor solare captată din exterior și furnizată apoi ca energie termică de unele dispozitive și de ocupanții casei sunt suficiente pentru a păstra casa la o temperatură de interior confortabilă în anotimpul rece. O componentă a conceptului de case pasive sunt tehnologiile eficiente care minimizează consumul de energie din alte surse (în special energia electrică pentru aparatele din gospodărie). Obiectivul este de a păstra un consum total de căldură, apă caldă și energie electrică sub 42 kWh/m² * an.
Criteriile pentru o casă pasivă pe metru pătrat de suprafață locuibilă:
- maxim 10 W/m² necesar caloric constant;
- maxim 15 kWh/m² necesar anual pentru încălzirea spațiului;
- maxim 42 kWh/m² necesar anual total de energie.